# L'Étranger (film)
L'Étranger is een toekomstige Frans-Belgische-Marokkaanse dramafilm, geschreven, geregisseerd en geproduceerd door François Ozon. De film is gebaseerd op de gelijknamige roman van Albert Camus uit 1942. De hoofdrollen worden vertolkt door Benjamin Voisin, Rebecca Marder, Pierre Lottin, Denis Lavant en Swann Arlaud.

## Verhaal
Meursault is een in zichzelf gekeerde, wereldvreemde man die in Frans-Algerije in de jaren 1930 een moord pleegt waarvoor hij ter dood wordt veroordeeld.

## Rolverdeling
| Acteur          | Personage     |
| --------------- | ------------- |
| Benjamin Voisin | Mersault      |
| Rebecca Marder  | Marie Cardona |
| Pierre Lottin   |               |
| Denis Lavant    |               |
| Swann Arlaud    |               |

## Productie
Eind januari 2025 werd bekendgemaakt dat François Ozon bezig was met de voorbereiding van een tweede verfilming van de roman De vreemdeling van Albert Camus. In maart 2025 werd Benjamin Voisin aangekondigd in de hoofdrol. Regisseur François Ozon produceerde de film via zijn eigen bedrijf FOZ, in coproductie met Gaumont en France 2 Cinéma en het Belgische Scope Pictures, samen met het Marokkaanse Lions Production et Services.

### Filmopnames
De filmopnames gingen in april 2025 van start in Marokko, en er werd aangekondigd dat Rebecca Marder, Pierre Lottin, Swann Arlaud en Denis Lavant zich bij de cast hadden gevoegd.

## Release
L'Étranger zal op 2 september 2025 in première gaan op het Filmfestival van Venetië in de competitie voor de Gouden Leeuw.

## Prijzen en nominaties
De belangrijkste:
| Jaar | Prijs                    | Categorie    | Genomineerde(n) | Uitslag       |
| ---- | ------------------------ | ------------ | --------------- | ------------- |
| 2025 | Filmfestival van Venetië | Gouden Leeuw | François Ozon   | In afwachting |